# Lenartowice (województwo świętokrzyskie)
Lenartowice – wieś sołecka w Polsce położona w województwie świętokrzyskim, w powiecie staszowskim, w gminie Staszów.
W latach 1975–1998 miejscowość administracyjnie należała do województwa tarnobrzeskiego.

## Dawne części wsi – obiekty fizjograficzne
W latach 70. XX wieku przyporządkowano i opracowano spis lokalnych części integralnych dla Lenartowic zawarty w tabeli 1.

| Nazwa wsi – miasta    | Nazwy części wsi – miasta | Nazwy obiektów fizjograficznych – charakter obiektu                         |
| --------------------- | ------------------------- | --------------------------------------------------------------------------- |
| I. Gromada KONIEMŁOTY |                           |                                                                             |
| 1. Lenartowice        | —                         | 1. Moczydła — łąki 2. Starogaj — pole 3. Za Lasem — pole 4. Zagumnie — pole |

## Etymologia
Nazwa wsi pochodzi od nazwy osobowej Lenart  zdrobnienie od Leonard; stąd Lenarczyce i Lenartowice.

## Historia
Wieś występuje w dokumentach z roku 1391 jako Lenartowicze, podobnie w roku 1414. Długosz w L.B. t.III s.238 nazywa ją Lenarthowycze
W roku 1827 była to wieś prywatna posiadała 16 domów i 104 mieszkańców